# Георгиевское (Даниловский район)
Гео́ргиевское — село в Даниловском районе Ярославской области, входит в состав Даниловского сельского поселения. 

## География
Находится в 41 км от Данилова в 11 км от автомобильной дороги Череповец — Данилов. 

## История
Церковь во имя Рождества Пресвятой Богородицы в селе была построена в 1785 году на средства прихожан, с престолами во имя Великомученика Георгия, Святителя Николая и Рождества Пресвятой Богородицы. 
В конце XIX — начале XX века село входило в состав Ермаковской волости Даниловского уезда Ярославской губернии.
С 1929 года село входило в состав Зубовского сельсовета Даниловского района, с 1954 года — в составе Ермаковского сельсовета, с 2005 года — в составе Даниловского сельского поселения.

## Население
| 1859 | 1914 | 2002 | 2007 | 2010 |
| ---- | ---- | ---- | ---- | ---- |
| 84   | ↗102 | ↘3   | ↘2   | →2   |

## Достопримечательности
В селе расположена недействующая Церковь Рождества Пресвятой Богородицы (1785).